# Simmozheim
Simmozheim è un comune tedesco di 2 749 abitanti, situato nel land del Baden-Württemberg.